# یوشییوکی جوننوسوکه
یوشییوکی جوننوسوکه ((به ژاپنی: 吉行 淳之介, Yoshiyuki Junnosuke); ۱۳ آوریل ۱۹۲۴ – ۲۶ ژوئیهٔ ۱۹۹۴) رمان‌نویس، و نویسنده اهل ژاپن بود.
وی همچنین برندهٔ جوایزی همچون جایزه آکوتاگاوا و جایزه تانیزاکی شده‌است.